# トラペジスト
株式会社トラペジスト（英: TRAPEZISTE Co., Ltd.）は、東京都港区に本社を置く、日本の芸能・モデル事務所である。

## 概要
主にモデル、タレント、クリエーターの育成、マネジメント事業を行っている。

## 所属タレント

### モデルタレント
- 貴島明日香
- 松本優
- 涼那
- 紗和
- ノア
- 花恵
- 坂田琴音
- 中村歩加
- Ayane
- 弥央
- 須方佳奈
- 沢井ハナ
- SENRI
- 向野日南
- 飯野智美
- ANA
- 芹咲りいな
- ネネ
- 白﨑雛
- ルナ
- 渡邉菜ノ葉

### クリエイター
- 橋本裕介

## 関連会社
- 株式会社 PIF
- 株式会社 PIFcreato